# 三代真史
三代 真史（みしろ まさし）は、福井県敦賀市出身のジャズ舞踊家。振付家。
中京大学卒。血液型はO型。男子新体操（全日本チャンピオン）で鍛えた高い身体能力を基軸とし長年アメリカで学んだジャズダンスのリズム感、艶を融合した独創的な三代スタイルを構築。

## 略歴
- 1990年、プロダンスカンパニー「三代舞踊団（英語：MASASHI ACTION MACHINE）」を芸術監督の坂本久美子と共に結成。
- 1990年よりジャズダンス世界大会の招待を受け（Jazz Dance World Congress）米国を始め、ドイツ・メキシコ・中南米など日本代表として17回連続出演。
- 2000年～2007年ヨーロッパツアー（ドイツ・スイス・フランス・イタリア・ベルギー・オランダ・オーストリア・ルクセンブルク・ハンガリー）
- 2001年ダンスマガジンUSA8月号の表紙を飾る。
- 2005年8月ニューヨークタイムズに掲載される。
- 2010年ルーマニア（インターナショナルフェスティバル招待公演）
- 2012年JDWCピッツバーグ公演及びマスターティーチャーとして活躍。
- 2014年第4回クラスノヤルスクアジア太平洋地域国際音楽祭（ロシア）に招待を受ける。
- 2015年第6回目となるヨーロッパツアーがスタート。
- 2016年には第5回クラスノヤルスクアジア太平洋地域国際音楽祭（ロシア）に再び招待を受ける。
- 2018年ロシアのダンスカンパニー ジャズ・バレエ・バレリーとのジョイントでロシア３都市にて公演。
- 2019年セントラル・ミシガン大学にて、海外特別講師に招かれた坂本久美子の助手を務める。

## 人物
- ニューヨーク・ブロードウェイダンスセンター（英語: Broadway Dance Center）元所長・フランク・ハチェットに師事。
- 海外公演を17ヶ国126都市215公演開催。
- Jazz Dance World Congress, Master Teacher and Board of Director（米国）
- 日本ジャズダンス芸術協会 理事（東京）
- 敦賀大使2004年～2013年（福井県敦賀市）
- 敦賀短期大学 客員教授2007年10月～2013年3月（福井県敦賀市）
- 名古屋文化短期大学 主任講師2003年4月～（名古屋）
- 名古屋文化短期大学 客員教授2014年4月～（名古屋）

## 代表作
- 「ジャパニーズビジネスマン」（初演1993年、東京）
- 「忍者～服部半蔵～」（初演1994年、シカゴ）
- 「祭」（初演2000年、バッファローN.Y）
- 「BLACK BELT」（初演2003年、イタリア）
- 「HIBIKI」（初演2004年、スイス）
- 「風林火山」（初演2007年、ドイツ）
- 「蜘蛛の糸」（再演2012年、ドイツ）
- 「武蔵～回顧～」（初演2013年、名古屋）
- 「鳴戸の渦潮」（初演2015年、ドイツ）
- 「Mの思想」（初演2016年、名古屋）

## 受賞歴
- 1992年 - 「JDAダンスコンクール」グランプリ（東京）
- 1993年 - 「名古屋市民芸術祭」芸術祭賞（名古屋）
- 1999年 - 「Jazz Dance World Congress　振付コンクール」金賞（アメリカ）
- 2012年 - 「名古屋市民芸術奨励賞」（名古屋）